# Davisonia snowi
Davisonia snowi är en insektsart som beskrevs av Jean Dorst 1931. Davisonia snowi ingår i släktet Davisonia och familjen dvärgstritar. Inga underarter finns listade i Catalogue of Life.